# لی ژانگ
لی ژانگ (انگلیسی: Zhang Lei؛ زادهٔ ۱۹۷۲) کارآفرین و سرمایه‌گذار اهل چین است، که در سال ۲۰۰۵ شرکت هیل‌هاوس کپیتال را تأسیس کرد.